# Liste des sites Natura 2000 de la Haute-Savoie
Cet article recense les sites Natura 2000 de la Haute-Savoie, en France.

## Statistiques
La Haute-Savoie compte 36 sites classés Natura 2000. 25 bénéficient d'un classement comme site d'intérêt communautaire (SIC), 11 comme zone de protection spéciale (ZPS).

## Liste
| Site                                  | Type | ZNIEFF                                                                                        | Localisation            | Superficie (ha) | Fiche     | Coordonnées                      | Photo                                              |
| ------------------------------------- | ---- | --------------------------------------------------------------------------------------------- | ----------------------- | --------------- | --------- | -------------------------------- | -------------------------------------------------- |
| Aiguilles Rouges                      | SIC  | Réserve naturelle nationale des Aiguilles Rouges                                              |                         | +09 065,        | FR8201699 | 45° 58′ 54″ nord, 6° 51′ 19″ est | Chalet d'accueil de la réserve au col des Montets. |
| Aravis                                | SIC  |                                                                                               |                         | +08 907,        | FR8201701 | 45° 58′ 03″ nord, 6° 33′ 04″ est |                                                    |
| Cluse du lac d'Annecy                 | SIC  | Roc de Chère Réserve naturelle du Bout-du-Lac marais de l'Enfer et roselières de Saint-Jorioz | Lac d'Annecy            | +00282,         | FR8201720 | 45° 47′ 32″ nord, 6° 13′ 35″ est |                                                    |
| Contamines - Miage - Tré-la-Tête      | SIC  | Réserve naturelle des Contamines-Montjoie                                                     | Les Contamines-Montjoie | +05 547,        | FR8201698 | 45° 46′ 45″ nord, 6° 44′ 59″ est |                                                    |
| Cornettes de Bise                     | SIC  |                                                                                               | Massif du Chablais      | +01 551,        | FR8201709 | 46° 19′ 15″ nord, 6° 47′ 03″ est |                                                    |
| Delta de la Dranse                    | SIC  | Réserve naturelle du delta de la Dranse                                                       | Thonon-les-Bains        | +00053,         | FR8201719 | 46° 23′ 55″ nord, 6° 30′ 57″ est | Delta de la Dranse                                 |
| Étournel et défilé de l'Écluse        | SIC  |                                                                                               |                         | +00318,         | FR8201650 | 46° 07′ 41″ nord, 5° 55′ 03″ est |                                                    |
| Frettes - Massif des Glières          | SIC  |                                                                                               |                         | +04 793,        | FR8201704 | 45° 59′ 08″ nord, 6° 20′ 11″ est |                                                    |
| Haut-Giffre                           | SIC  |                                                                                               |                         | +12 431,        | FR8201700 | 46° 02′ 25″ nord, 6° 49′ 27″ est |                                                    |
| Marais de Chilly et de Marival        | SIC  |                                                                                               | Chilly                  | +00024,         | FR8201724 | 46° 17′ 24″ nord, 6° 17′ 18″ est |                                                    |
| Massif du Mont Vuache                 | SIC  |                                                                                               |                         | +02 050,        | FR8201711 | 46° 03′ 48″ nord, 5° 55′ 51″ est |                                                    |
| Massif de la Tournette                | SIC  |                                                                                               | Massif des Bornes       | +04 658,        | FR8201703 | 45° 50′ 01″ nord, 6° 16′ 36″ est |                                                    |
| Massif des Voirons                    | SIC  |                                                                                               | Les Voirons             | +00978,         | FR8201710 | 46° 12′ 26″ nord, 6° 21′ 15″ est |                                                    |
| Mont de Grange                        | SIC  |                                                                                               | Massif du Chablais      | +01 261,        | FR8201708 | 46° 15′ 40″ nord, 6° 48′ 14″ est | Mont de Grange vu depuis Plaine-Dranse             |
| Partie orientale du massif des Bauges | SIC  |                                                                                               |                         | +14 513,        | FR8202002 | 45° 40′ 10″ nord, 6° 13′ 29″ est |                                                    |
| Plateau de Beauregard                 | SIC  |                                                                                               |                         | +00087,         | FR8201702 | 45° 52′ 54″ nord, 6° 23′ 23″ est |                                                    |
| Plateau Gavot                         | SIC  |                                                                                               | Pays de Gavot           | +00165,         | FR8201723 | 46° 22′ 37″ nord, 6° 39′ 19″ est |                                                    |
| Plateau de Loëx                       | SIC  |                                                                                               |                         | +01 233,        | FR8201707 | 46° 07′ 28″ nord, 6° 39′ 11″ est |                                                    |
| Réseau de zones humides de l'Albanais | SIC  |                                                                                               |                         | +00600,         | FR8201772 | 45° 46′ 00″ nord, 5° 57′ 14″ est |                                                    |
| Le Roc d'Enfer                        | SIC  |                                                                                               | Massif du Chablais      | +04 054,        | FR8201706 | 46° 11′ 03″ nord, 6° 35′ 48″ est |                                                    |
| Salève                                | SIC  |                                                                                               |                         | +01 599,        | FR8201712 | 46° 09′ 03″ nord, 6° 11′ 22″ est |                                                    |
| Les Usses                             | SIC  |                                                                                               |                         | +00075,         | FR8201718 | 46° 01′ 10″ nord, 5° 52′ 38″ est |                                                    |
| Vallée de l'Arve                      | SIC  |                                                                                               |                         | +00072,         | FR8201715 | 46° 06′ 52″ nord, 6° 20′ 39″ est |                                                    |
| Zones humides du Bas-Chablais         | SIC  |                                                                                               |                         | +00248,         | FR8201722 | 46° 20′ 08″ nord, 6° 26′ 06″ est |                                                    |
| Aravis                                | ZPS  |                                                                                               |                         | +08 907,        | FR8212023 | 45° 58′ 03″ nord, 6° 33′ 04″ est |                                                    |
| Delta de la Dranse                    | ZPS  |                                                                                               |                         | +00053,         | FR8210018 | 46° 23′ 55″ nord, 6° 30′ 57″ est |                                                    |
| Étournel et défilé de l'Écluse        | ZPS  |                                                                                               |                         | +00318,         | FR8212001 | 46° 07′ 41″ nord, 5° 55′ 03″ est |                                                    |
| Les Frettes - Massif des Glières      | ZPS  |                                                                                               | Plateau des Glières     | +04 793,        | FR8212009 | 45° 59′ 08″ nord, 6° 20′ 11″ est |                                                    |
| Haut-Giffre                           | ZPS  |                                                                                               | Massif du Giffre        | +18 122,        | FR8212008 | 46° 04′ 13″ nord, 6° 45′ 22″ est |                                                    |
| Lac Léman                             | ZPS  |                                                                                               |                         | +01 251,        | FR8212020 | 46° 21′ 18″ nord, 6° 22′ 49″ est |                                                    |
| Massif du Bargy                       | ZPS  |                                                                                               |                         | +02 891,        | FR8210106 | 46° 00′ 14″ nord, 6° 28′ 17″ est |                                                    |
| Massif du Mont Vuache                 | ZPS  |                                                                                               |                         | +02 050,        | FR8212022 | 46° 03′ 48″ nord, 5° 55′ 51″ est |                                                    |
| Partie orientale du massif des Bauges | ZPS  |                                                                                               |                         | +14 513,        | FR8212005 | 45° 40′ 10″ nord, 6° 13′ 27″ est |                                                    |
| Plateau de Loëx                       | ZPS  |                                                                                               |                         | +01 233,        | FR8212027 | 46° 07′ 28″ nord, 6° 39′ 11″ est |                                                    |
| Le Roc d'Enfer                        | ZPS  |                                                                                               | Massif du Chablais      | +04 054,        | FR8212021 | 46° 11′ 03″ nord, 6° 35′ 48″ est |                                                    |